# Matthias Wrienz
Matthias Wrienz (* 19. Februar 1992) ist ein österreichischer Fußballspieler.

## Karriere
Matthias Wrienz begann seine Karriere in der Jugendmannschaft des VST Völkermarkt, wo er 1998, als Sechsjähriger, mit dem Fußballspielen begann. 2002 spielte er für drei Monate in der Jugendabteilung des FC Kärnten, ehe er nach Völkermarkt zurückkehrte. 2006 folgte dann der Wechsel zum Nachwuchsmodell des Kapfenberger SV, wo er bis 2008 aktiv war. Im Jahr 2008 spielte er bis August in der Jugend des SK Sturm Graz. 
2008 kehrte er nach Kärnten zurück und wurde in den Kader der zweiten Mannschaft des SK Austria Kärnten berufen, sowie in der U-19, die in der Jugendliga spielt. Seine ersten Einsätze in der zweiten Mannschaft hatte er in der Saison 2009/10. In dieser Saison folgte auch sein Debüt in der höchsten österreichischen Spielklasse. Im Spiel gegen die SV Ried am 20. März 2010 wurde er in der 92. Minute für Kapitän Matthias Dollinger eingewechselt. Das Spiel in Klagenfurt wurde 1:0 gewonnen. Nach Abstieg und Konkurs der Austria wechselte er in die Regionalliga Mitte zum SK Austria Klagenfurt.